# Pierre Brasseur

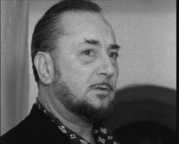
Pierre Brasseur, 1961

Pierre Brasseur (* 22. Dezember 1905 in Paris; † 14. August 1972 in Bruneck, Italien; eigentlich Pierre-Albert Espinasse) war ein französischer Schauspieler.
Brasseur entstammte einer großen französischen Schauspielerfamilie. Einer Anekdote zufolge soll er in einer Theaterloge gezeugt worden sein. Sowohl sein Vater Albert Brasseur als auch sein Großvater Jules Brasseur waren Schauspieler. Gemäß der Tradition seiner Familie nannte Espinasse sich ebenfalls Brasseur. Diese Namensgebung wird von seinem Sohn Claude und seinem Enkel Alexandre fortgesetzt.
Auf Wunsch seiner Eltern sollte der junge Pierre Brasseur Zeichner werden. Zwar besuchte er kaum die Zeichenkurse, zu denen er angemeldet war, doch er kam mit der Strömung des Surrealismus und mit der Künstlerszene in Montparnasse in Kontakt. Schließlich setzte Brasseur doch die Familientradition als Schauspieler fort. Seinen ersten Auftritt hatte Pierre Brasseur 1924 in dem Film Madame Sans-Gêne. In den folgenden vier Jahrzehnten wirkte Brasseur in mehr als 140 Filmen und rund 30 Theaterstücken mit. Er schrieb auch Chansons für Édith Piaf und versuchte sich als Drehbuchautor, doch seine sieben Boulevardstücke blieben erfolglos. Sein größter schauspielerischer Erfolg war seine Rolle in Kinder des Olymp als Frédérick Lemaitre.
Von 1935 bis 1945 war Brasseur mit der Schauspielerin Odette Joyeux verheiratet. Der Ehe entstammt der 1936 geborene Claude Brasseur, der in Deutschland vor allem durch den Film La Boum bekannt wurde.
Pierre Brasseur ist auf dem Friedhof Père-Lachaise in Paris beerdigt.

## Filmografie (Auswahl)
- 1925: Madame Sans-Gêne
- 1927: Feu!
- 1935: Le Miroir aux Alouettes
- 1938: Hafen im Nebel (Le quai des brumes)
- 1938: Drei Frauen um Verdi (Giuseppe Verdi)
- 1942: Versprechen einer Unbekannten (Promesse à l’inconnue)
- 1943: Les deux timides
- 1943: Wetterleuchten (Lumière d’été)
- 1943/45: Kinder des Olymp (Les enfants du paradis)
- 1946: Freibeuter der Liebe (Pétrus)
- 1946: Pforten der Nacht (Les portes de la nuit)
- 1950: Es geschah in Paris (Souvenirs perdus)
- 1951: Die schmutzigen Hände (Les mains sales)
- 1955: Napoleon (Napoléon)
- 1957: Die Mausefalle (Porte des Lilas)
- 1958: Mit dem Kopf gegen die Wände (La tête contre les murs)
- 1958: Wo der heiße Wind weht (La loi)
- 1958: Das Leben zu zweit (La vie à deux)
- 1958: Die großen Familien (Les grandes familles)
- 1960: Augen ohne Gesicht (Les yeux sans visage)
- 1960: Opfergang einer Nonne (Le dialogue des Carmélites)
- 1960: Bel Antonio (Il bell’Antonio)
- 1960: Karthago in Flammen (Cartagine in fiamme)
- 1961: Affäre Nina B. (L’affaire Nina B.)
- 1961: Dr. Malbus verschwand um vier (Rencontres)
- 1961: Madeleine und der Seemann (Le bâteau d'Émile)
- 1961: Mitternachtsmörder (Pleins feux sur l'assassin)
- 1962: Wir bitten zu Bett (Les petits matins)
- 1963: Des Teufels schwache Seite (Les bonnes causes)
- 1963: Liolà
- 1964: Die Unmoralischen (Le triangle)
- 1965: Ganoven rechnen ab (La métamorphose des cloportes)
- 1965: Eine junge Welt (Un monde nouveau)
- 1966: Herzkönig (Le Roi de cœur)
- 1966: Leben im Schloß (La vie de château)
- 1967: Der Verrückte von Labor 4 (Le Fou du labo 4)
- 1968: Goto: Insel der Liebe (Goto)
- 1968: Vögel sterben in Peru (Les oiseaux vont mourir au Pérou)
- 1968: Der Rächer aus dem Sarg (Sous le signe de Monte-Cristo)
- 1968: Die kleine Brave (La petite vertu)
- 1971: Musketier mit Hieb und Stich (Les mariés de l’an II)
- 1972: Die schönste Soirée meines Lebens (La più bella serata della mia vita)